# Irina Wladimirowna Samochina

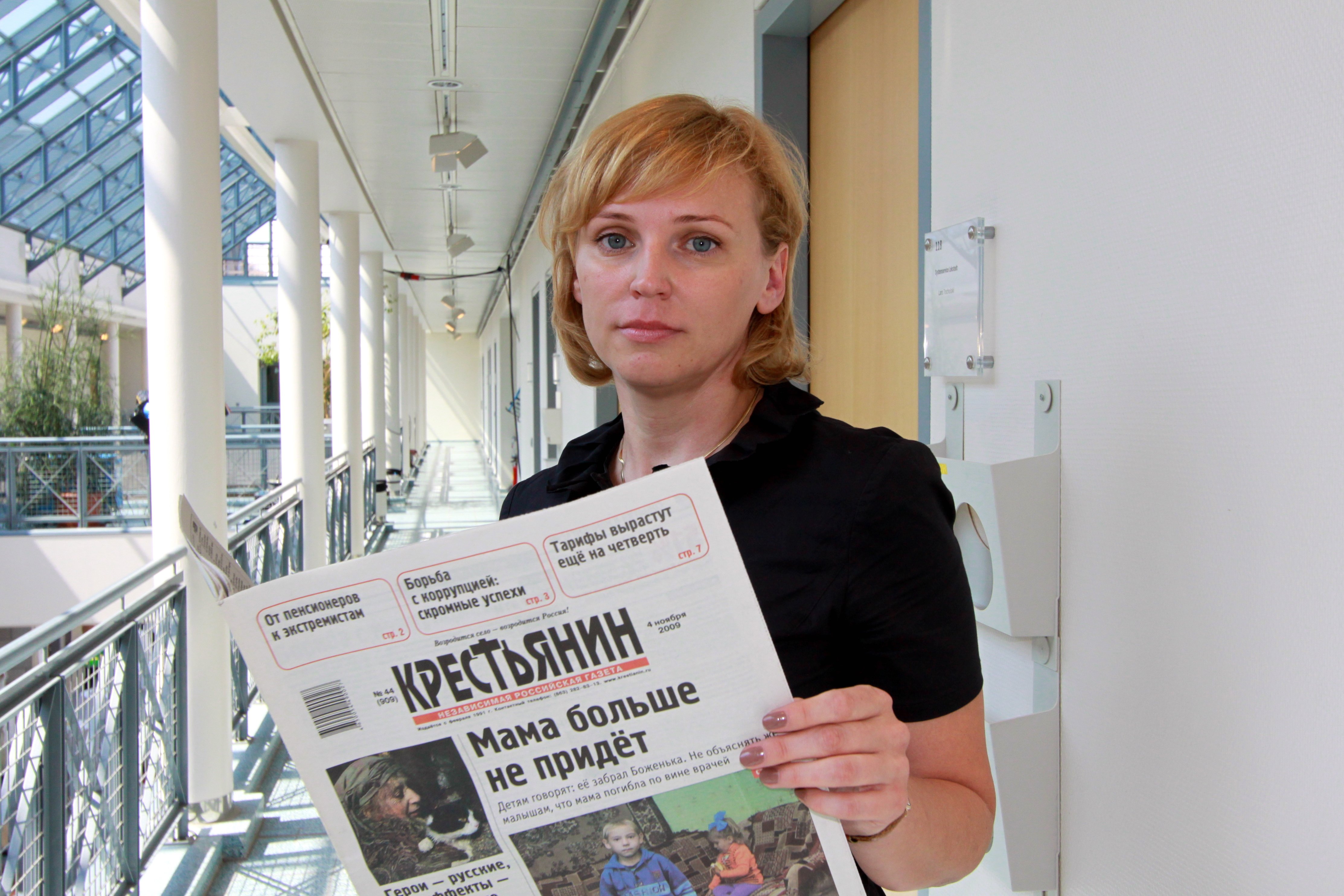
Irina Samochina, unabhängige Verlegerin in Rostow am Don, 10. Juli 2010

Irina Wladimirowna Samochina (russisch Ирина Владимировна Самохина, wiss. Transliteration Irina Vladimirovna Samochina; * 1971 in Kursk) ist eine russische Verlegerin. Sie ist Mitbegründerin sowie zeitweilige Präsidentin des Verbandes der unabhängigen Verleger in Russland.

## Leben
Der Vater von Irina Samochina war Redakteur der Prawda, dem Zentralorgan der Kommunistischen Partei, und gründete nach dem Zusammenbruch der Sowjetunion 1991 in Rostow am Don die unabhängige Wochenzeitung „Krestjanin“ (Landwirt). Irina gehörte schon als Studentin zu den ersten Journalistinnen des „Krestjanin“.

## Journalistische/verlegerische Tätigkeit
Nach ihrem Studienabschluss in Journalismus 1992 an der Staatlichen Universität in Rostow am Don arbeitete Irina Samochina in der Anzeigenabteilung des „Krestjanin“, deren Leitung sie 1994 übernahm. Von Oktober 1996 bis März 1997 absolvierte sie ein von der Heinz-Kühn-Stiftung finanziertes sechsmonatiges Praktikum in Deutschland.
Heute ist Irina Samochina Generaldirektorin des Verlagshauses „Krestjanin“ in Rostow am Don. Mit Krediten des Media Development Loan Fund MDLF, der unter anderem vom ungarisch-amerikanischen Financier George Soros, von der Bank Vontobel und der schweizerischen Direktion für Entwicklung und Zusammenarbeit DEZA finanziert wird, baute sie den größten unabhängigen Verlag im Süden Russlands auf. Ihr Verlagshaus produziert in seiner eigenen Druckerei vierzig Blätter mit 1 Million Gesamtauflage, darunter die kritische Wochenzeitung „Krestjanin“. In den vergangenen Jahren wurden drei Redakteure der unabhängigen Wochenzeitung mit Journalistenpreisen ausgezeichnet.
Irina Samochina ist Mitbegründerin des Verbandes der unabhängigen Verleger in Russland, dessen Präsidentin sie 2007 war.

## Familie
Irina Samochina ist verheiratet. Sie spricht außer Russisch noch Englisch und Deutsch.